# Florian Rousseau
Florian Georges Philippe Rousseau (Orleans, 3 de febrero de 1974) es un deportista francés que compitió en ciclismo en la modalidad de pista, especialista en las pruebas de velocidad, contrarreloj y keirin. Tres veces campeón olímpico y diez veces campeón mundial, es uno de los ciclistas de pista más laureados de la historia.
Participó en dos Juegos Olímpicos de Verano, entre los años 1996 y 2000, obteniendo en total cuatro medallas, oro en Atlanta 1996, en el kilómetro contrarreloj y en Atenas 2004, oro en velocidad por equipos (junto con Laurent Gané y Arnaud Tournant), oro en keirin y plata en velocidad individual.
Ganó 16 medallas en el Campeonato Mundial de Ciclismo en Pista entre los años 1993 y 2002.

## Medallero internacional
| Juegos Olímpicos   | Juegos Olímpicos         | Juegos Olímpicos  | Juegos Olímpicos      |
| Año                | Lugar                    | Medalla           | Competición           |
| ------------------ | ------------------------ | ----------------- | --------------------- |
| 1996               | Atlanta (Estados Unidos) | Medalla de oro    | 1 km contrarreloj     |
| 2000               | Sídney (Australia)       | Medalla de oro    | Velocidad por equipos |
| 2000               | Sídney (Australia)       | Medalla de oro    | Keirin                |
| 2000               | Sídney (Australia)       | Medalla de plata  | Velocidad individual  |
| Campeonato Mundial |                          |                   |                       |
| Año                | Lugar                    | Medalla           | Competición           |
| 1993               | Hamar (Noruega)          | Medalla de oro    | 1 km contrarreloj     |
| 1994               | Palermo (Italia)         | Medalla de oro    | 1 km contrarreloj     |
| 1995               | Bogotá (Colombia)        | Medalla de plata  | Velocidad por equipos |
| 1995               | Bogotá (Colombia)        | Medalla de plata  | 1 km contrarreloj     |
| 1996               | Mánchester (Reino Unido) | Medalla de oro    | Velocidad individual  |
| 1996               | Mánchester (Reino Unido) | Medalla de bronce | Velocidad por equipos |
| 1997               | Perth (Australia)        | Medalla de oro    | Velocidad individual  |
| 1997               | Perth (Australia)        | Medalla de oro    | Velocidad por equipos |
| 1998               | Burdeos (Francia)        | Medalla de oro    | Velocidad individual  |
| 1998               | Burdeos (Francia)        | Medalla de oro    | Velocidad por equipos |
| 1999               | Berlín (Alemania)        | Medalla de oro    | Velocidad por equipos |
| 1999               | Berlín (Alemania)        | Medalla de bronce | Velocidad individual  |
| 2000               | Mánchester (Reino Unido) | Medalla de oro    | Velocidad por equipos |
| 2001               | Amberes (Bélgica)        | Medalla de oro    | Velocidad por equipos |
| 2001               | Amberes (Bélgica)        | Medalla de bronce | Velocidad individual  |
| 2002               | Ballerup (Dinamarca)     | Medalla de bronce | Velocidad individual  |

## Palmarés
- 1992

 Campeón del Mundo júnior en Kilómetro Contrarreloj
- 1993

 Campeón del Mundo en Kilómetro
 Campeón de Francia en Kilómetro
- 1994

 Campeón del Mundo en Kilómetro
 Campeón de Francia en Kilómetro
- 1995

 Campeón de Francia en Velocidad
 Campeón de Francia en Kilómetro
1º en el Gran Premio de Reims
- 1996

 Medalla de oro en los Juegos Olímpicos de Atlanta en Kilómetro Contrarreloj
 Campeón del Mundo en velocidad
 Campeón de Francia en Velocidad
 Campeón de Francia en Kilómetro
- 1997

 Campeón del Mundo en velocidad
 Campeón del Mundo de velocidad por equipos (con Arnaud Tournant y Vincent Le Quellec)
 Campeón de Francia en Velocidad
- 1998

 Campeón del Mundo en velocidad
 Campeón del Mundo de velocidad por equipos (con Arnaud Tournant y Vincent Le Quellec)
 Campeón de Francia en Velocidad
 Campeón de Francia en Keirin
- 1999

 Campeón del Mundo de velocidad por equipos (con Arnaud Tournant y Laurent Gané)
- 2000

 Medalla de oro en los Juegos Olímpicos de Sídney en Keirin
 Medalla de oro en los Juegos Olímpicos de Sídney en Velocidad por equipos (con Arnaud Tournant y Laurent Gané)
 Medalla de plata en los Juegos Olímpicos de Sídney en Velocidad individual
 Campeón del Mundo de velocidad por equipos (con Arnaud Tournant y Laurent Gané)
 Campeón de Francia en Velocidad
- 2001

 Campeón del Mundo de velocidad por equipos (con Arnaud Tournant y Laurent Gané)

### Resultados en laCopa del Mundo
- 1995

1º en Atenas, en Velocidad por equipos
- 1998

1º en Berlín, en Velocidad
- 1999

1º en Valencia, en Velocidad